# Kijkduin en Ockenburgh
Kijkduin en Ockenburgh vormen een wijk in het uiterste westen van Den Haag. Kijkduin is de tweede badplaats van Den Haag en Ockenburgh is de naam van een landgoed dat rond 1650 is aangelegd.
De wijk grenst aan de wijken Kraayenstein, Vogelwijk, Bohemen en Meer en Bos, Waldeck en Loosduinen plus de gemeente Westland en de Noordzee.

## Kijkduin
Kijkduin ligt in de duinen en aan het strand. Er is een boulevard met winkels en een groot hotel. Kijkduin is de kleinste van de twee Haagse badplaatsen. Pal voor Kijkduin liggen meerdere strandslagen (duinovergangen) naar het Haagse Zuiderstrand: strandslag 3 nabij de Hoek van Hollandlaan (eindpunt HTM-buslijnen 24, 26 en in de zomer ook 23), de strandslagen 4A, 4B en 4C voor het Deltaplein en strandslag 5 nabij de Jutterskeet van Ome Jan, ook wel bekend als het Juttersmuseum.

### Geschiedenis
Aan het eind van de 19e eeuw werden op Kijkduin, zo'n zeven kilometer van het centrum van Den Haag, enkele hotels gebouwd. Kijkduin was omstreeks 1900 niet veel kleiner dan de badplaats Scheveningen. De groei die Scheveningen daarna meemaakte, heeft in Kijkduin echter niet plaatsgevonden.
Kijkduin maakte van 1811 tot 1923 deel uit van de zelfstandige gemeente Loosduinen, die toen werd opgeheven. Sindsdien is het onderdeel van de gemeente Den Haag, dat de ruimte nodig had voor volkshuisvestingsdoeleinden. De eerste nieuwe woonhuizen in Kijkduin, moderne villa's, werden ontworpen door Jan Duiker en Bernard Bijvoet en in 1923 opgeleverd door aannemer Joh.D. van der Houwen. Ze vertonen de invloed van Frank Lloyd Wright.
In 1919 werd aan het eind van de huidige Machiel Vrijenhoeklaan begonnen met de aanleg van het vliegveld Ockenburg, dat in mei 1940 het doelwit werd van een Duitse aanval, en na de Tweede Wereldoorlog buiten gebruik werd gesteld.
Tijdens de Tweede Wereldoorlog is ten gevolge van de aanleg van de Atlantikwall ongeveer de helft van de bebouwing van Kijkduin gesloopt, waaronder een groot deel van het villapark 'Meer en Bosch'. Het natuurgebied en de bebouwing ten noorden van de Monsterseweg liepen schade op bij ongelukken met het lanceren van V-wapens vanaf het terrein van het psychiatrisch ziekenhuis Bloemendaal.
Na de Tweede Wereldoorlog resteerde slechts een aantal strandtenten en een Indisch restaurant. In de loop van de jaren zestig en zeventig is de bebouwing van Kijkduin volgens een aangepast plan uit 1962 van de Haagse directeur van de gemeentelijke Dienst voor de Stadsontwikkeling, de architect Frits van der Sluijs, tot stand gekomen. De trage ontwikkeling van Kijkduin werd mede veroorzaakt door de gevolgen van de stormvloed van 1953. De versterking van de kust met puinduinen is pas in 1968 voltooid. In dat jaar werd de Machiel Vrijenhoeklaan doorgetrokken tot aan de camping en werden aan weerszijden grote parkeerterreinen aangelegd.
In 2004 is een van de uitkijktorens, oorspronkelijk een lichtopstand, per helikopter naar Hoek van Holland verplaatst. De gemeente Den Haag had geen geld voor het noodzakelijke onderhoud. In Kijkduin werd de campus van de International School of The Hague gevestigd, een school die valt onder Stichting Het Rijnlands Lyceum.

### Heraldiek
Kijkduin heeft een officieus wapen van onduidelijke oorsprong: drie duinen waar de kop van de Haagse ooievaar overheen kijkt.

### Indeling
Gemeente Den Haag hanteert voor Kijkduin de administratieve indeling:
- Kijkduin Bad (kuststrook op de open duinen)
- Kijkduin Binnen (Villapark Meer en Bosch en de rest van het deel ten noorden van de Machiel Vrijenhoeklaan tot aan de De Savornin Lohmanlaan)
- Kijkduin Bos (wijk Meer en Bos)

### Ruimtelijke ontwikkeling
De recreatieve functie van Kijkduin nam in de laatste decennia van de 20e eeuw sterk toe. De kern van Kijkduin bestaat uit een boulevard met winkels aan de stadszijde en horeca aan de strandzijde. Deze boulevard ligt op de top van het duin. Direct daarachter ligt het Deltaplein en de verbrede Kijkduinsestraat met flats in drie tot zeven lagen. Ten oosten van deze straat is een belangrijk deel van het villapark Meer en Bosch behouden. De opzet van geschakelde middenstandswoningen in een duinachtig landschap met lage open erfafscheidingen ging door verdichting en de behoefte aan gecultiveerde privé-tuinen met hagen en schuttingen voor een deel verloren.
De als middenstandswoningen gebouwde huizen werden bovendien voor het merendeel verbouwd tot luxe landhuizen. Ten westen van de Kijkduinsestraat zijn van het villapark Meer en Bosch slechts enkele huizen aan de Westkapellelaan behouden. Deze werden opgenomen in een nieuwe stedenbouwkundige structuur met een rechthoekige verkaveling en dicht op elkaar gebouwde bungalows.
Voorts is in dit gebied een veertiental houten Oostenrijkse woningen gelegen, die vlak na de Tweede Wereldoorlog gebouwd zijn.
In 2009 werd door gemeente Den Haag, Dienst Stedelijke Ontwikkeling, het concept Masterplan Kijkduin gepresenteerd. Naar de in 2017 bekendgemaakte plannen heeft er in de badplaats grootschalige herontwikkeling plaatsgevonden. De lage, oude boulevardbebouwing is vervangen door een twaalftal flatgebouwen (5 à 10 verdiepingen hoog) met winkels, horeca en woningen. Daarvoor is het project Nieuw Kijkduin ontwikkeld, in een samenwerking van de gemeente Den Haag met projectontwikkelaar FRED Developers B.V. Volgens de verwachtingen zal het project in 2023 klaar zijn.

### Transport
De gemeente Loosduinen wilde Kijkduin, dat onder de gemeente Loosduinen viel, als badplaats ontwikkelen met Scheveningen als voorbeeld. Er werd een badhuis ontwikkeld en Kijkduin moest via een tram te bereiken zijn. In 1888 ging de WSM met een stoomtram rijden tussen Loosduinen en Kijkduin. Deze reed alleen in de zomermaanden maar bij uitzondering ook ook in de winter na de annexatie door Den Haag in 1923-24. De Tramstraat in Loosduinen herinnert er nog aan. In 1928 werd deze zijlijn opgeheven. Daarna zijn er wel vaak plannen geweest voor een elektrische tram of RandstadRail naar Kijkduin, maar van uitvoeren komt het niet. Voor 1928 reden er al bussen. De tweede HTM-stadsbuslijn in Den Haag was een lijn naar Kijkduin, lijn 4 (2e), in 1925. Vanaf 1927 hadden de HTM-buslijnen lijnletters, en lijn 4 werd lijn M. In 1955 gebeurde het omgekeerde; lijn M werd lijn 24 (1e). Van 1929-1931 kwam er ook een zomerbuslijn tussen Loosduinen en Kijkduin. Dit was lijn N. Na twee zomers gereden te hebben ging die verbinding naar de VIAS om pas in 1948 terug te keren, nu als lijn U. In 1955 werd dit lijn 35, daarna 27, en sinds 1987 ten slotte streekbus 129 die daar verdween in 2005. Bus 23 reed sinds 1971 naar Kijkduin (maar sinds 2019 alleen in de zomer) en nam de route over van bus 24 (2e), die verlengd was naar station Voorburg. Sinds halverwege jaren 90 rijdt bus 26 (2e) naar Kijkduin, aanvankelijk alleen in de zomer. In 2004 werd buslijn 4 (4e), die sinds 1972 in Kijkduin kwam, vernummerd in 24, en zo keerde lijn 24 (3e) terug in Kijkduin, zij het via een totaal andere route.

### Trivia
In augustus 2016 werd Kijkduin uitgeroepen tot 'Pokémon-hoofdstad' van Nederland omdat de wijk werd overspoeld door Pokémonzoekers. Op het strand stond enige tijd een Pokémonpaal. De gemeente was eerst enthousiast, maar door de toenemende overlast kwamen ze daar van terug.
Kijkduin is een algemene benaming voor een uitzichtplek of observatiepunt. Op meerdere plaatsen aan de Hollandse kust bevinden zich locaties met dezelfde naam Kijkduin, onder meer ook bij Renesse en ook Den Helder en Huisduinen, waar de Zeeslag bij Kijkduin plaatsvond. In dit kader heeft Den Haag nog een Kijkduin gehad: dat was waar nu de Frederik kazerne is, aan de kant van het Hubertuspark.
Het vuurwerk van het Vuurwerkfestival Scheveningen is ook op het strand van Kijkduin te zien. Hiermee is Kijkduin een goed alternatief om naar dit vuurwerk te kijken als men de drukte van Scheveningen wil vermijden.
Vanuit Kijkduin wordt jaarlijks in april de Duinenmars georganiseerd.

### Afbeeldingen

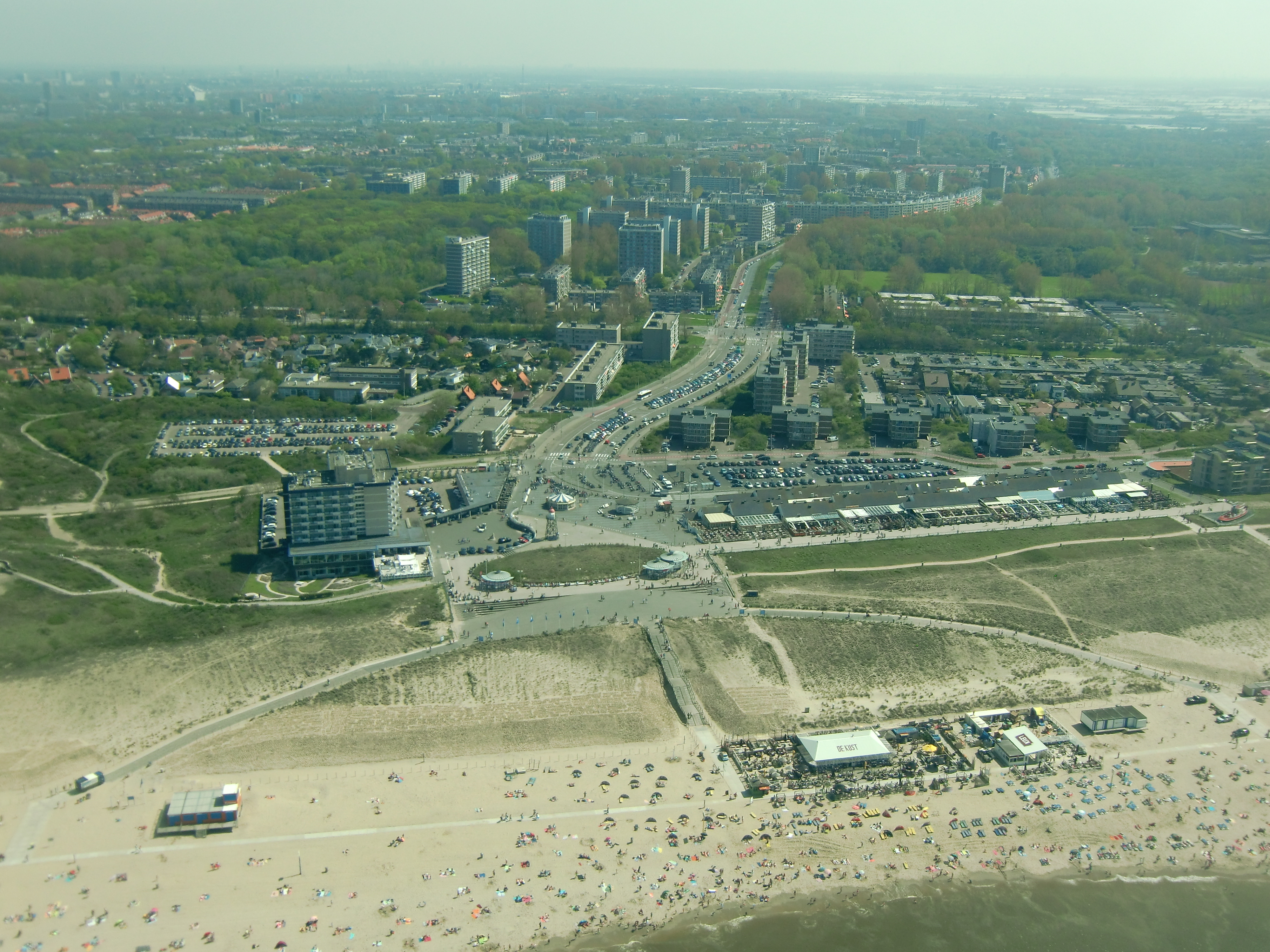
Luchtfoto Kijkduin 2016
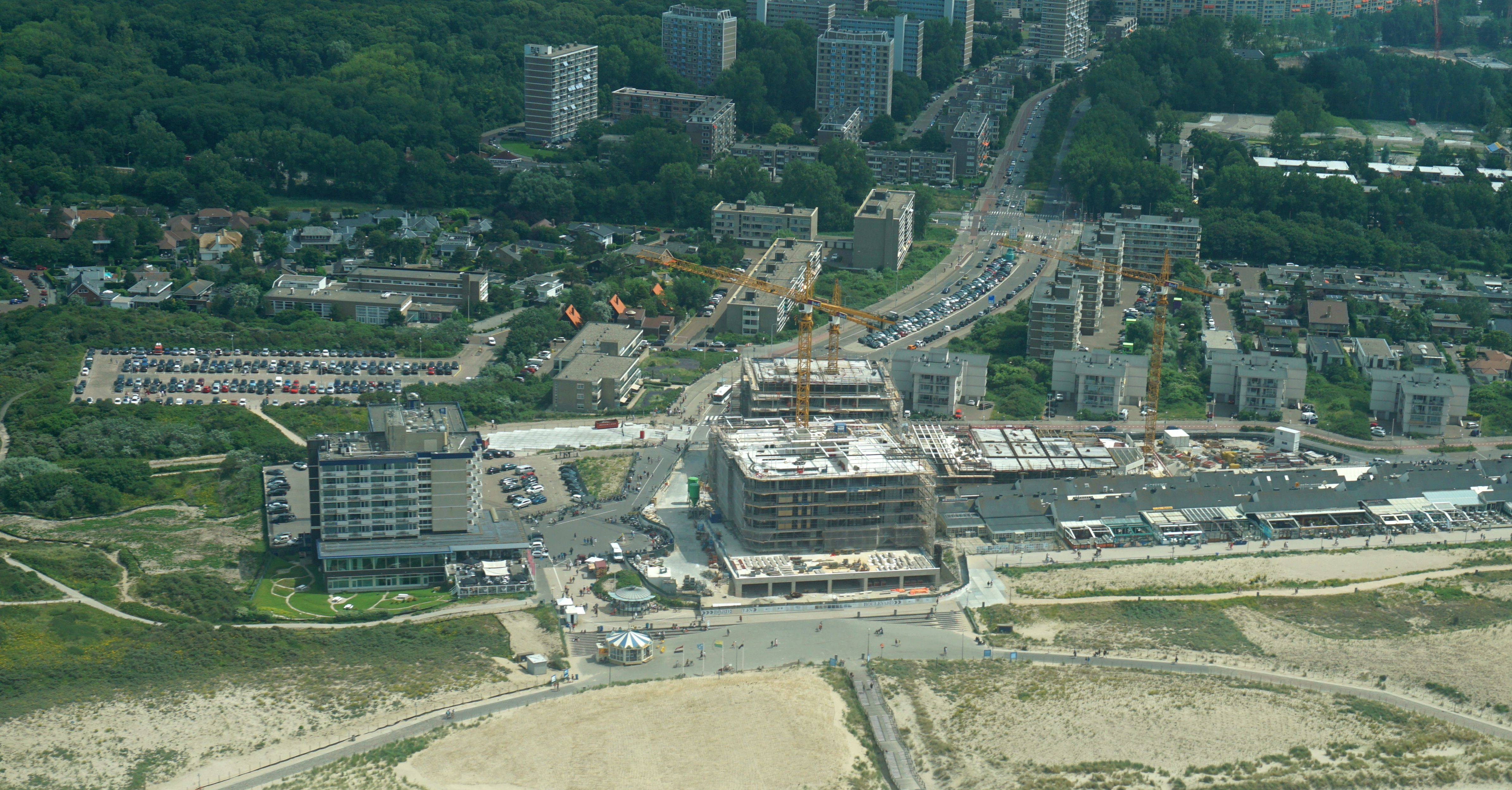
Luchtfoto Kijkduin 2019
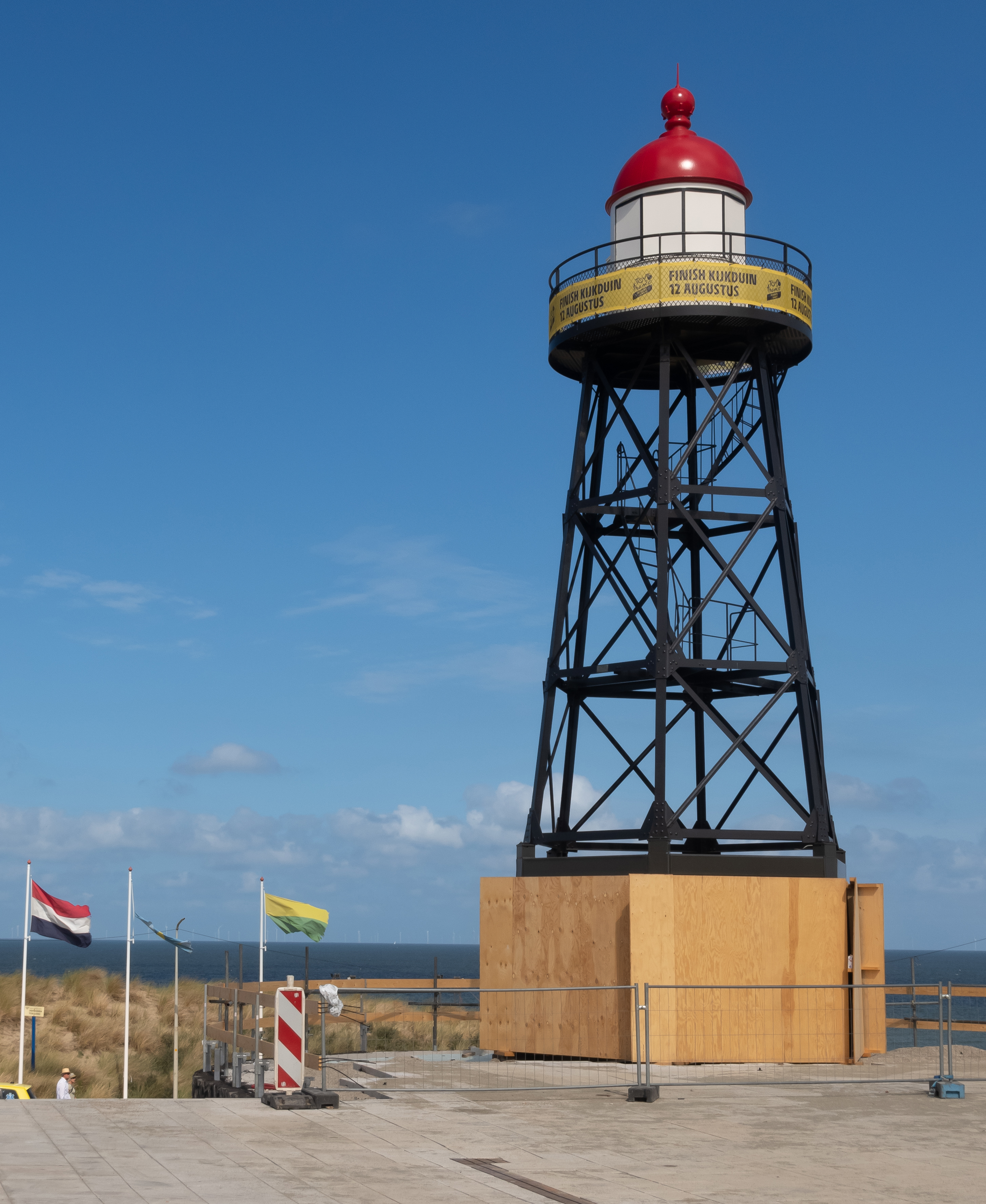
Kopie van de lichtbaak
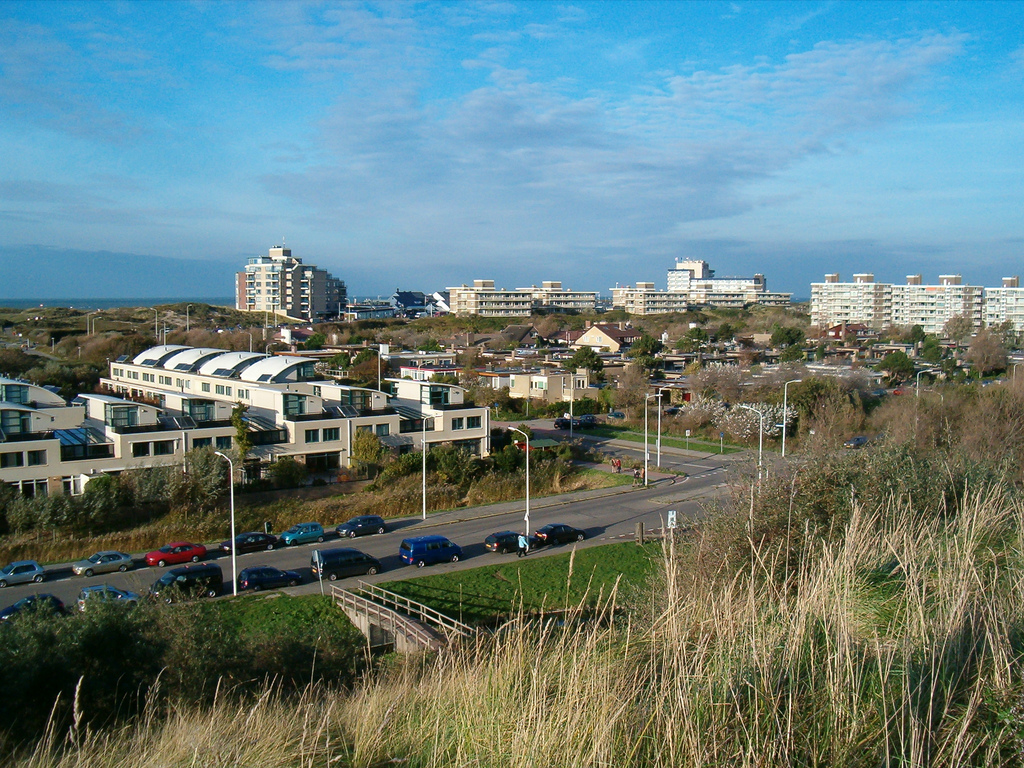
Woonwijk
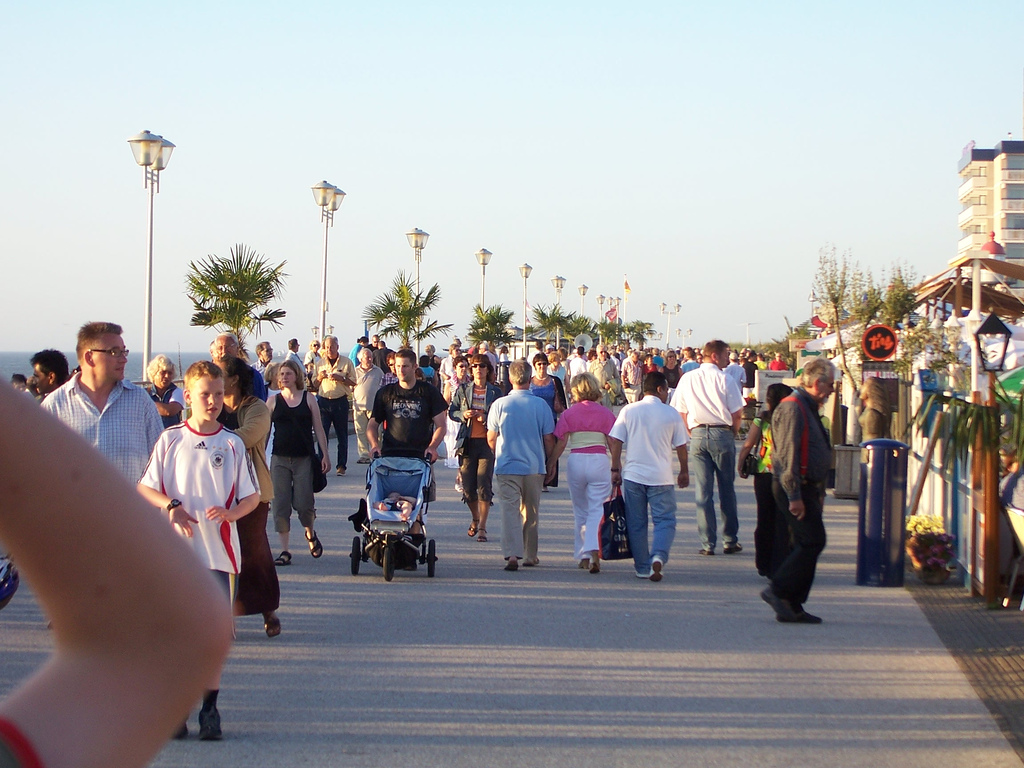
Voormalige boulevard
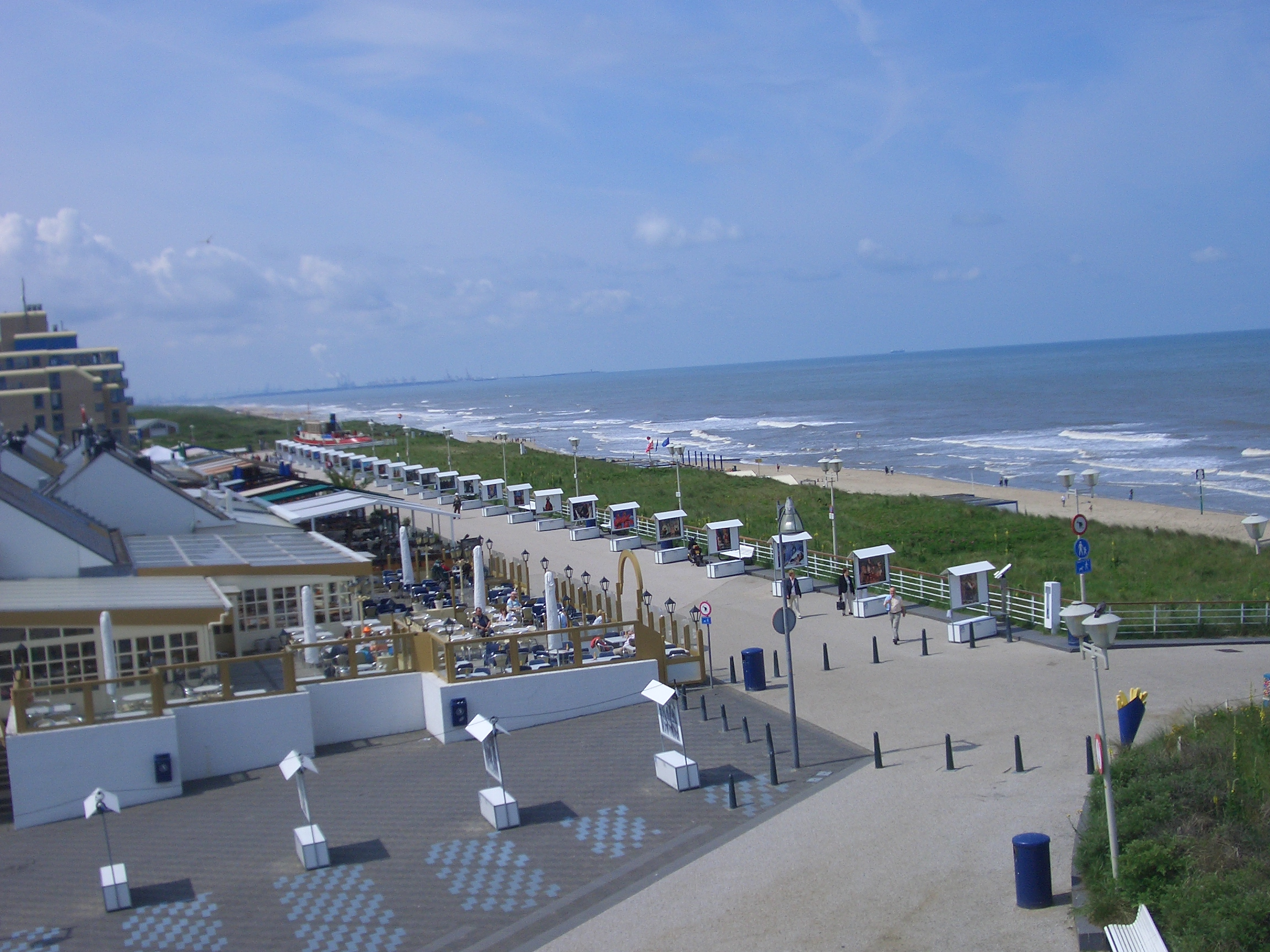
Voormalige strandpromenade
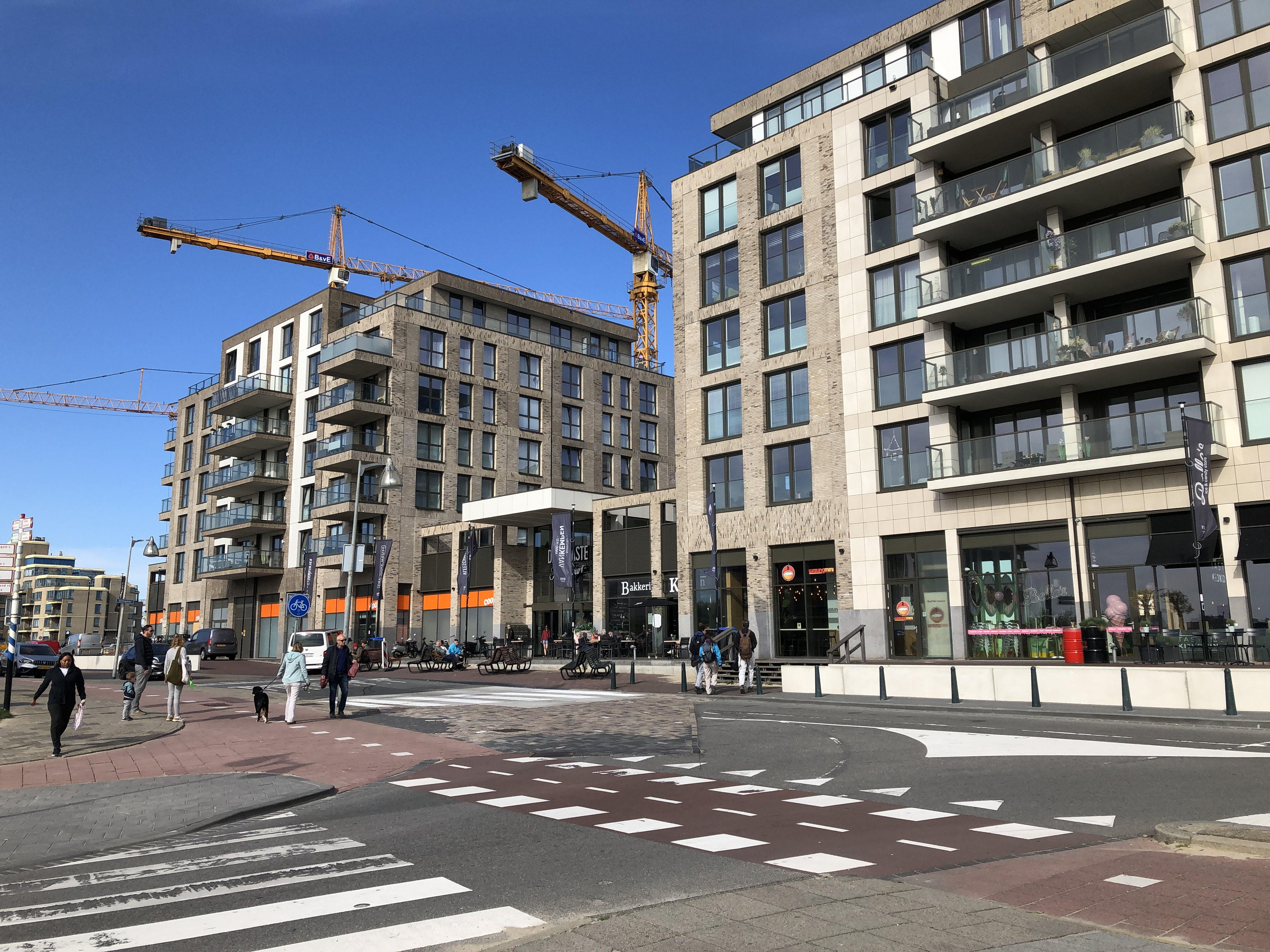
Kijkduin in 2022

## Ockenburgh
Ockenburgh is een buitenbuurt van Den Haag, die deel uitmaakt van de wijk Kijkduin en Ockenburgh in het stadsdeel Loosduinen. Ockenburgh ligt rondom de locatie van het voormalige Landgoed Ockenburgh.
Tijdens de Eerste Wereldoorlog waren 1500 Belgische militairen geïnterneerd op het landgoed. In 1919 legde men er naast het Vliegveld Ockenburg aan. Tijdens de Tweede Wereldoorlog is in de meidagen van 1940 gevochten om het vliegveld. Vanaf 1944 werden V2-raketten vanaf het Landgoed Ockenburgh afgeschoten op Londen.
Sinds 1954 heeft Ockenburgh een camping. In de jaren negentig is op een deel van de camping een bungalowpark gebouwd. De meeste inwoners van Ockenburgh wonen in het nieuwbouwproject Ockenrode, dat vanaf 1998 is opgeleverd.

### Landgoed
Het landgoed Ockenburgh werd rond 1650 aangelegd door de dichter en medicus Jacob Westerbaen. Het landgoed is in classicistische landschapsstijl ontworpen met een groot park en een 17e-eeuwse buitenplaats. Het landgoed werd op 9 augustus 1931 door de gemeente Den Haag aangekocht.
Het landhuis (met aanbouw) was tot 1996 als jeugdherberg in gebruik en zou daarna tot een congreshotel omgevormd worden. In 2011 werd het beheer van het landgoed overgedragen aan de stichting Zuid-Hollands Landschap. In 2012 werd een overeenkomst gesloten tussen de gemeente Den Haag en een projectontwikkelaar om van het landhuis Ockenburgh een luxehotel te maken. Dat plan kwam echter niet tot uitvoering. Wel werd het huis Ockenburgh van aanbouwsels ontdaan en gerestaureerd, maar in plaats van een hotel werd het een uitspanning voor park- en duinwandelaars.

### Romeins fort
In de tweede eeuw na Chr. lag er in de duinen bij Ockenburgh (op de plaats van de camping en het bungalowpark) een klein Romeins fort met een bijbehorende nederzetting, de 'Vicus van Ockenburgh'. Het is de grootste vindplaats van Romeinse resten in Den Haag.

### Afbeeldingen

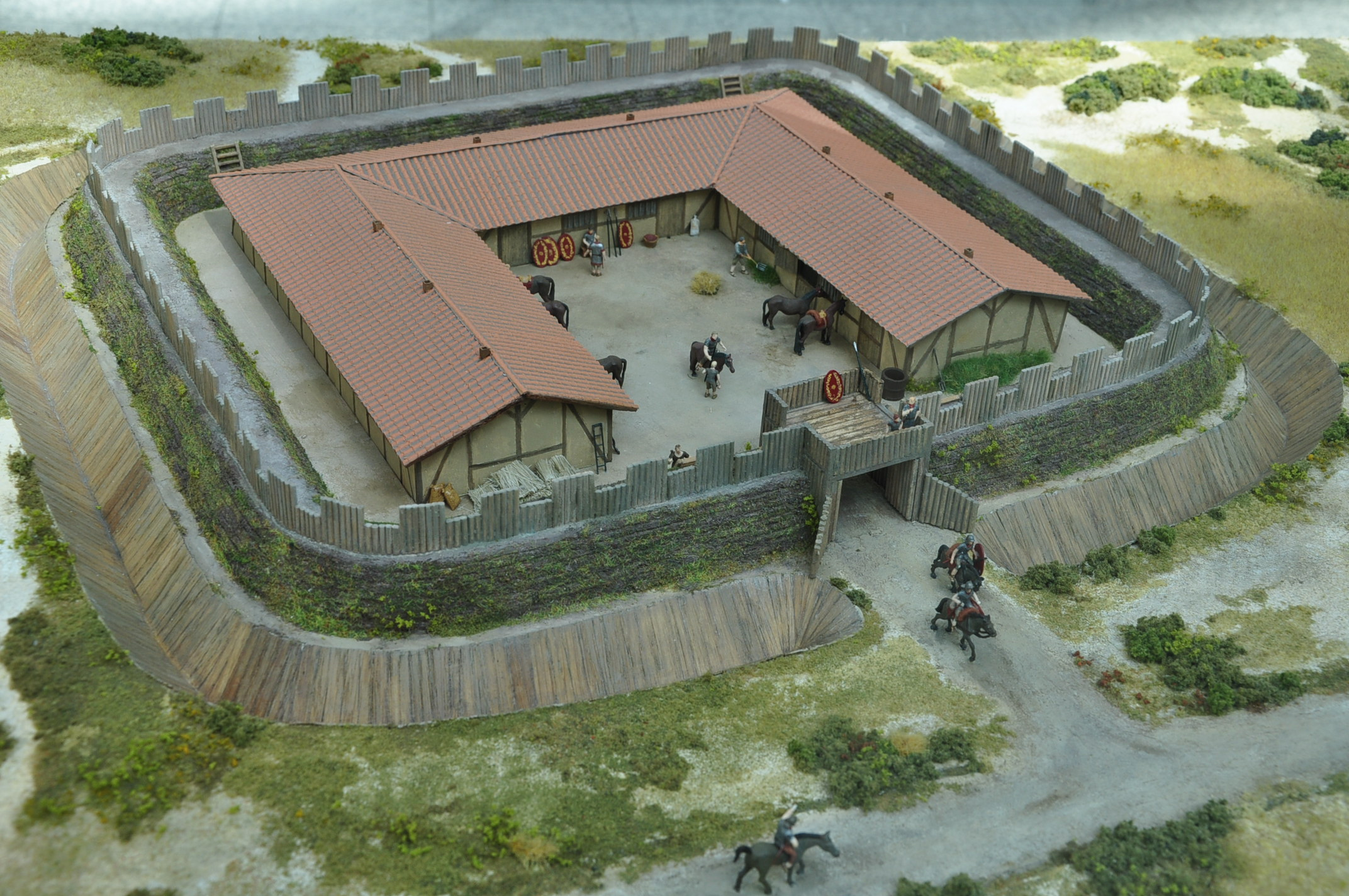
Een impressie van het Romeinse fort.
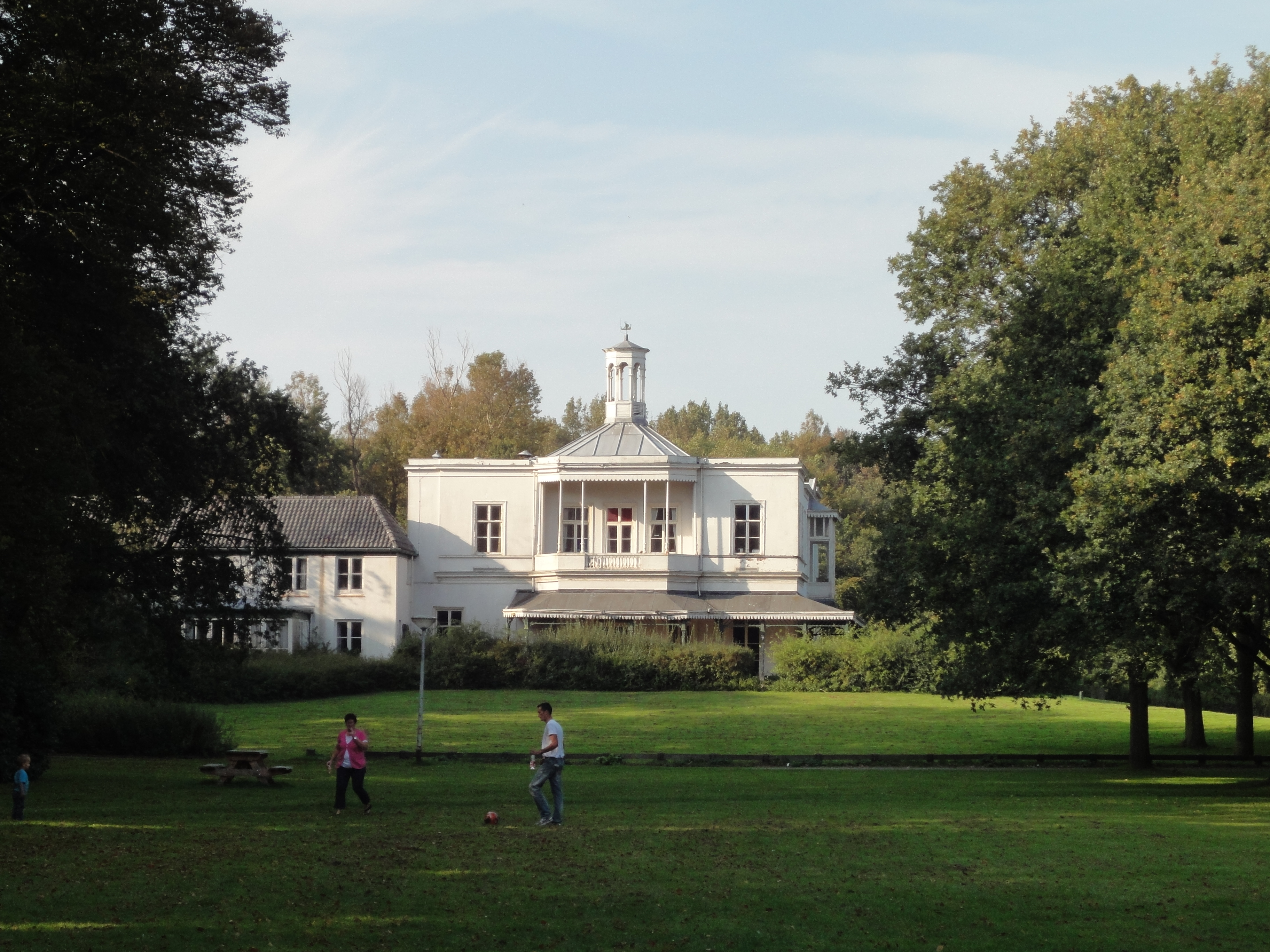
Het landhuis voor de restauratie.
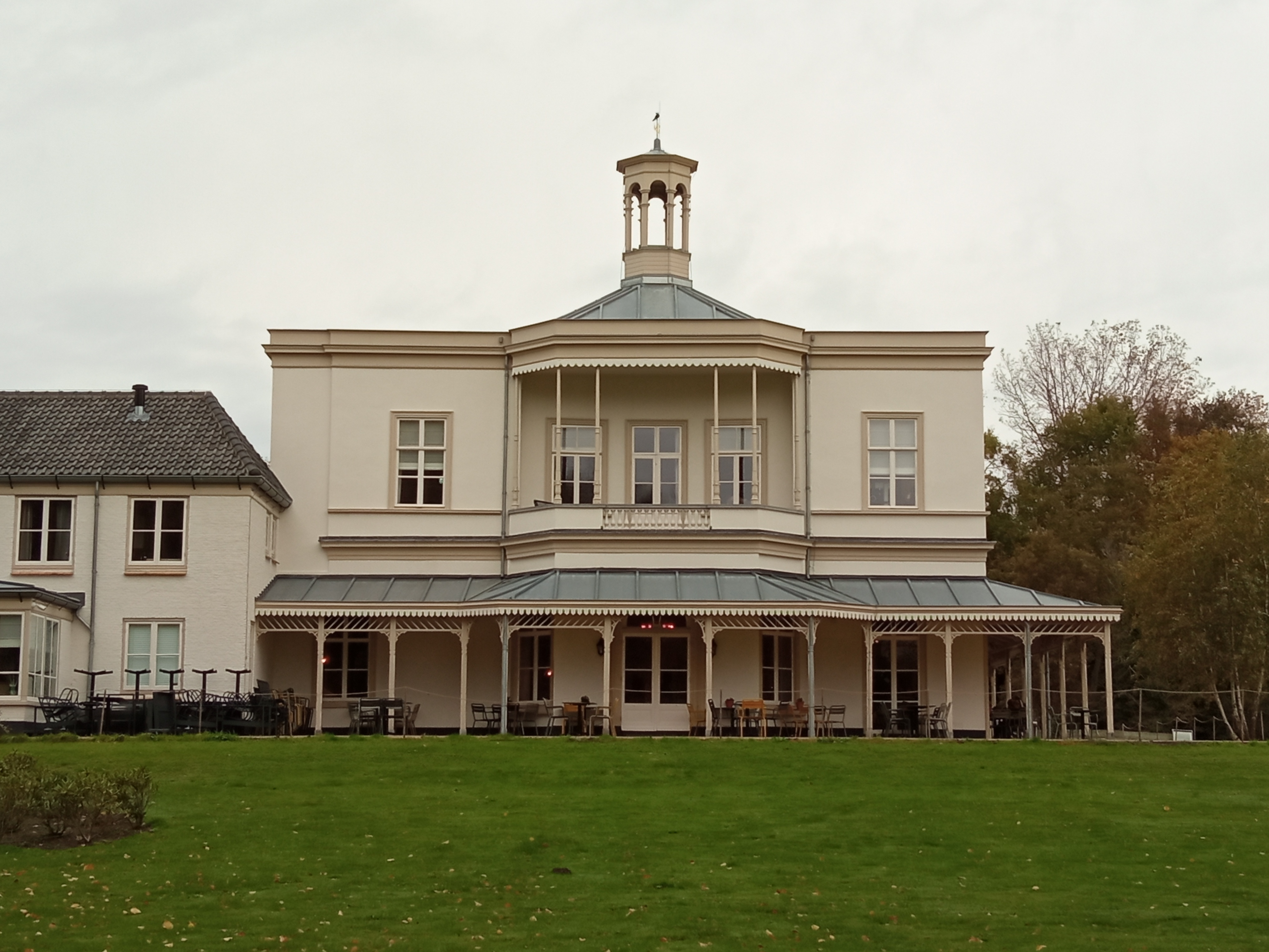
Het landhuis na de restauratie.
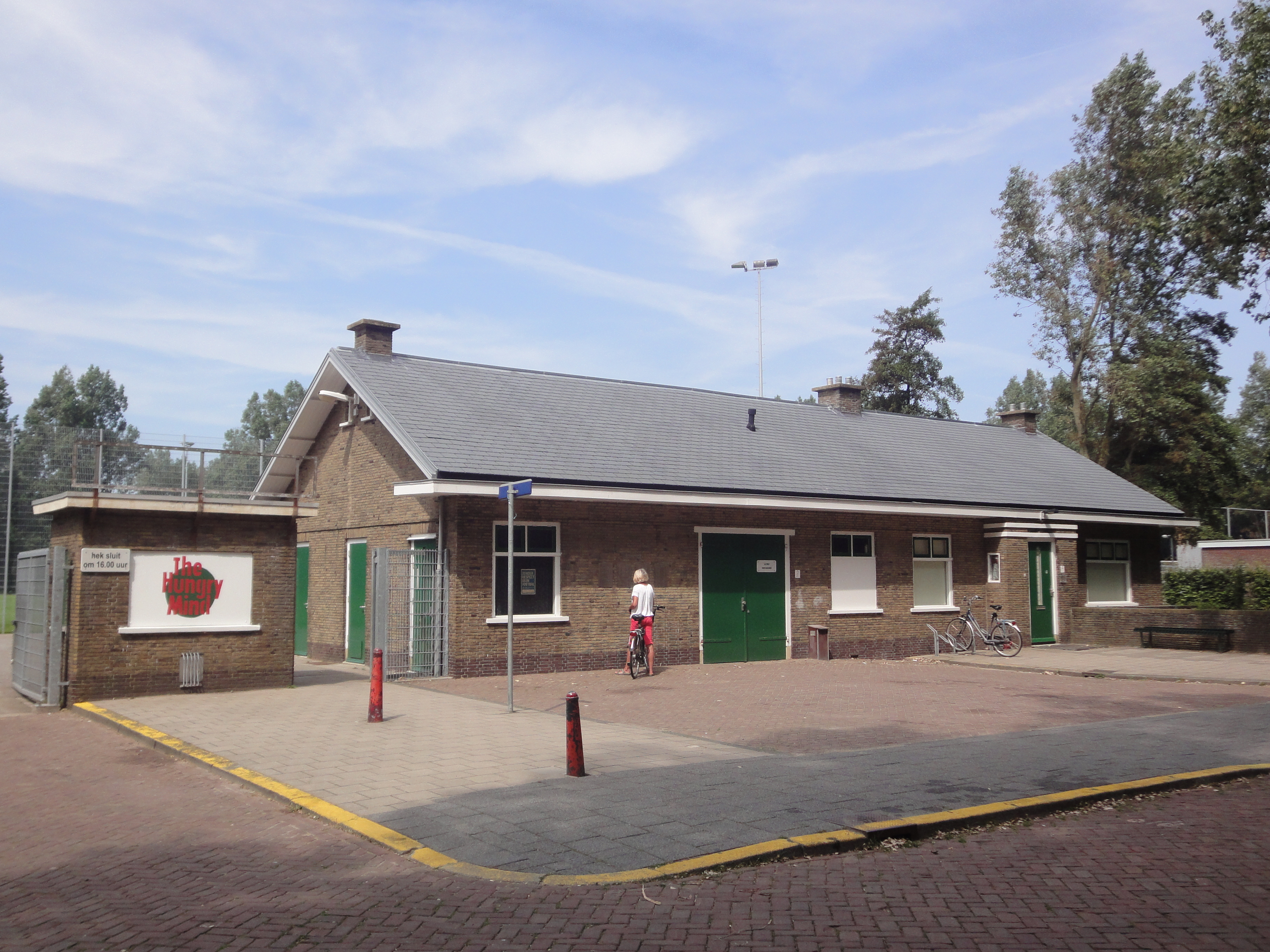
Voormalig vliegveldgebouw
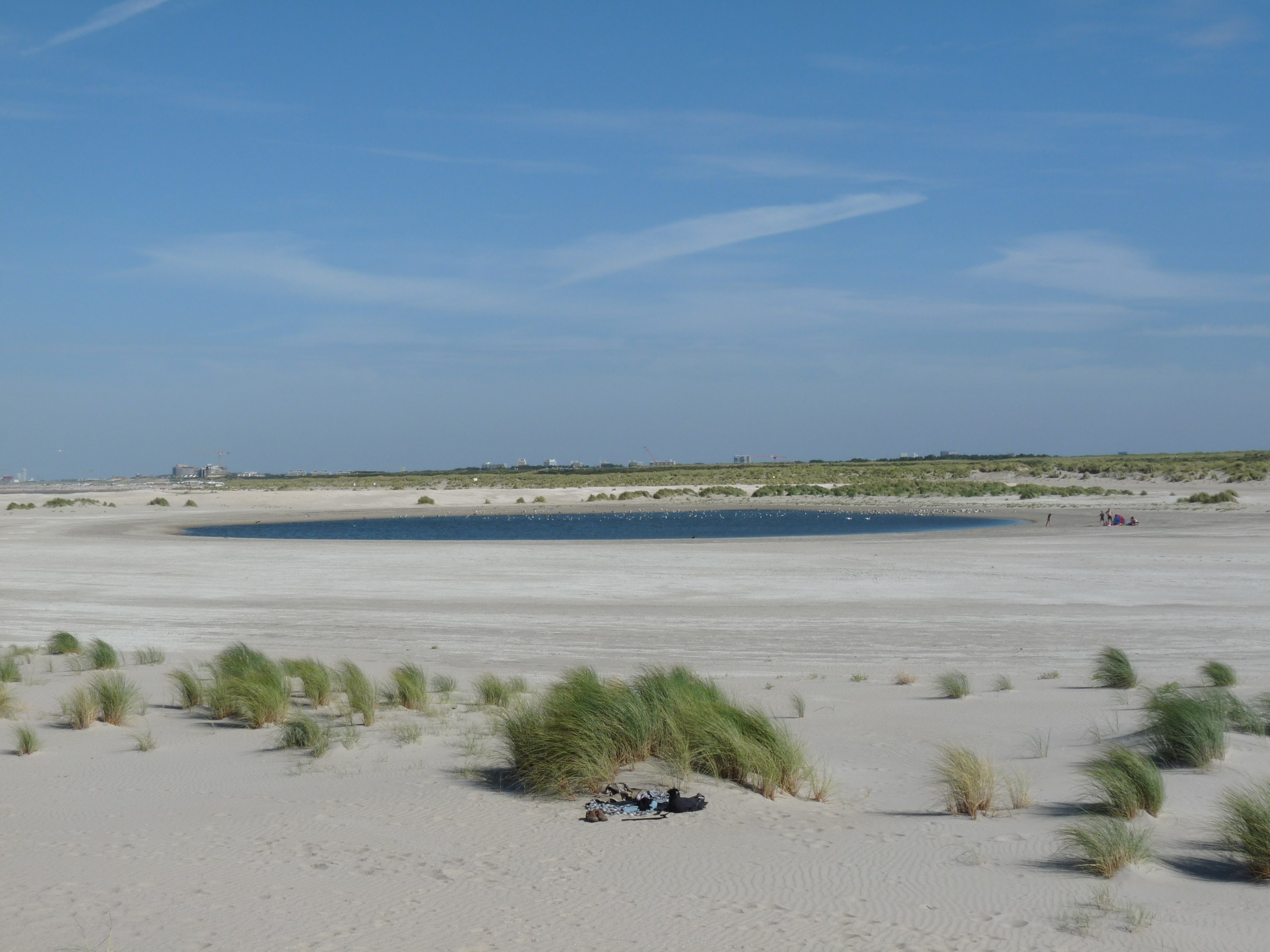
De Zandmotor ligt deels voor de kust van de wijk Ockenburgh.